# فرودگاه آبی ارویات
فرودگاه آبی ارویات (به انگلیسی: Arviat Water Aerodrome) یک فرودگاه خصوصی است که یک باند فرود آب دارد. این فرودگاه در کشور کانادا قرار دارد و در ارتفاع ۶ متری از سطح دریا واقع شده‌است.